# Auppegard
Auppegard é uma comuna francesa na região administrativa da Normandia, no departamento de Sena Marítimo. Estende-se por uma área de 7,35 km². Em 2010 a comuna tinha 723 habitantes (densidade: 98,4 hab./km²).